# 米莱娜·米莱罗娃
米莱娜·米莱罗娃（捷克語：Milena Müllerová，1923年6月9日—2009年12月15日），捷克女子竞技体操运动员。她曾代表捷克斯洛伐克参加1948年夏季奥林匹克运动会体操比赛，获得女子团体全能金牌。